# Uwieliny
Uwieliny (prononcé en polonais [uvjɛˈlinɨ]) est un village de la gmina de Prażmów, dans la powiat de Piaseczno, dans la voïvodie de Mazovie, dans le centre-est de la Pologne.
Il se situe à environ 9 kilomètres au nord-est de Prażmów (siège de la gmina), 10 kilomètres au sud de Piaseczno (siège de la powiat) et à 37 kilomètres au sud de Varsovie (capitale de la Pologne).

## Histoire
De 1975 à 1998, le village appartenait administrativement à la voïvodie de Varsovie.